# VVS Företagen
VVS Företagen var en branschorganisation för företag verksamma inom VVS samt en arbetsgivarorganisation för företag verksamma inom kyla, rör, industrirör, ventilation och teknisk isolering. I januari 2016 bildade VVS Företagen ihop med EIO servicebolaget Installatörsföretagen. Från och med 1 januari 2018 slogs även föreningarna samman och bildade föreningen Installatörsföretagen.
VVS Företagen tecknade kollektivavtal mot flera fackförbund: Svenska Byggnadsarbetareförbundet, Ledarna, Unionen och Sveriges Ingenjörer.
Precis som VVS Företagen var, så är Installatörsföretagen en del av  Svenskt Näringsliv.

## Historik
1991 - Branschförbundet Rörfirmornas Riksförbund startade R-auktorisationen för samtliga medlemmar och skärpte kraven för medlemskap. I samband med sammanslagningen av bransch- och arbetsgivarförbunden 1996 blev reglerna frivilliga. 
1996 - Branschförbundet Rörfirmornas Riksförbund och arbetsgivarförbundet VVS-Entreprenörernas Arbetsgivarförbund slogs ihop under namnet bransch- och arbetsgivarförbundet VVS-Installatörerna.
2007 - VVS-Installatörerna bytte namn till VVS Företagen. 
2016  - VVS Företagen och Elektriska Installatörsorganisationen EIO bildar det gemensamma servicebolaget Installatörsföretagen Service i Sverige AB.